# ورزشگاه ماکسیمیر
ورزشگاه ماکسیمیر یک ورزشگاه فوتبال در زاگرب، پایتخت کرواسی است که ظرفیت ۳۵٬۴۲۳ تماشاگر را دارد. این ورزشگاه میزبان بازی‌های خانگی تیم فوتبال دینامو زاگرب است. همچنین تیم ملی فوتبال کرواسی نیز شمار قابل توجهی از مسابقات خود را در این ورزشگاه برگزار کرده‌است. گاهی از ورزشگاه برای برگزاری کنسرت‌های موسیقی نیز استفاده شده‌است.

## نگارخانه

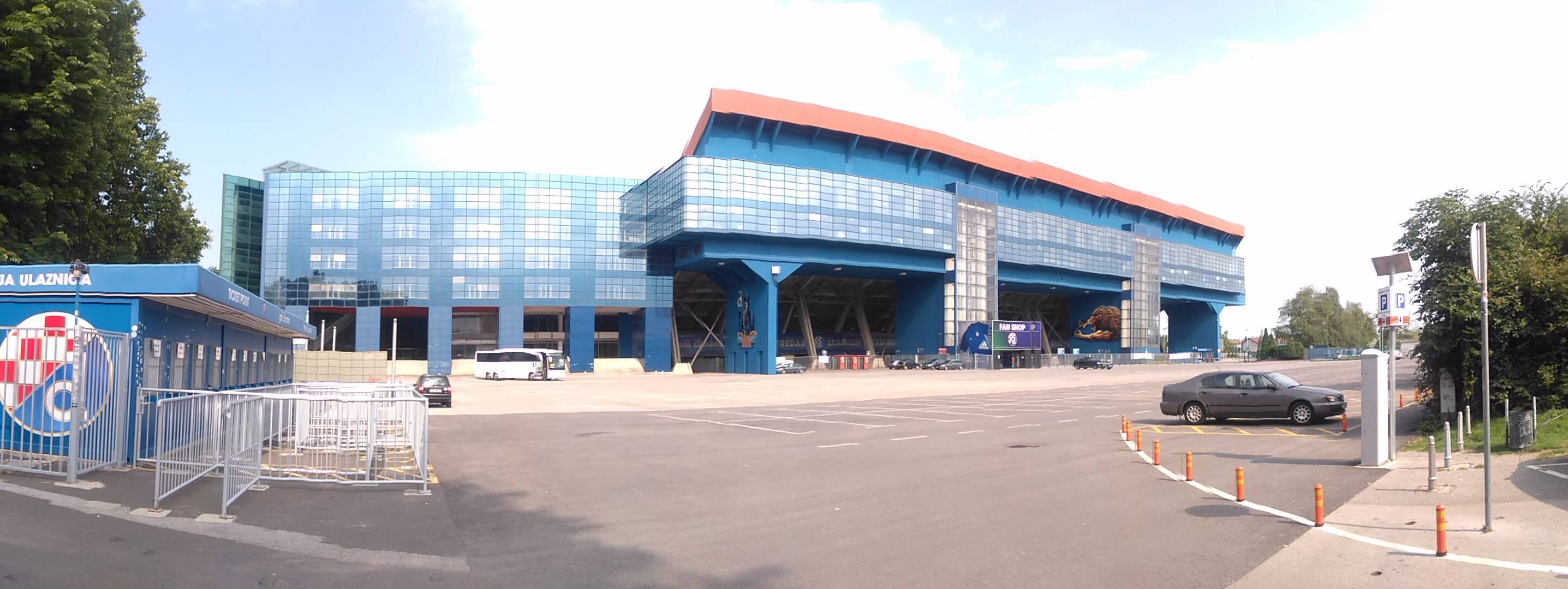
نمایی از بخش غربی ورزشگاه
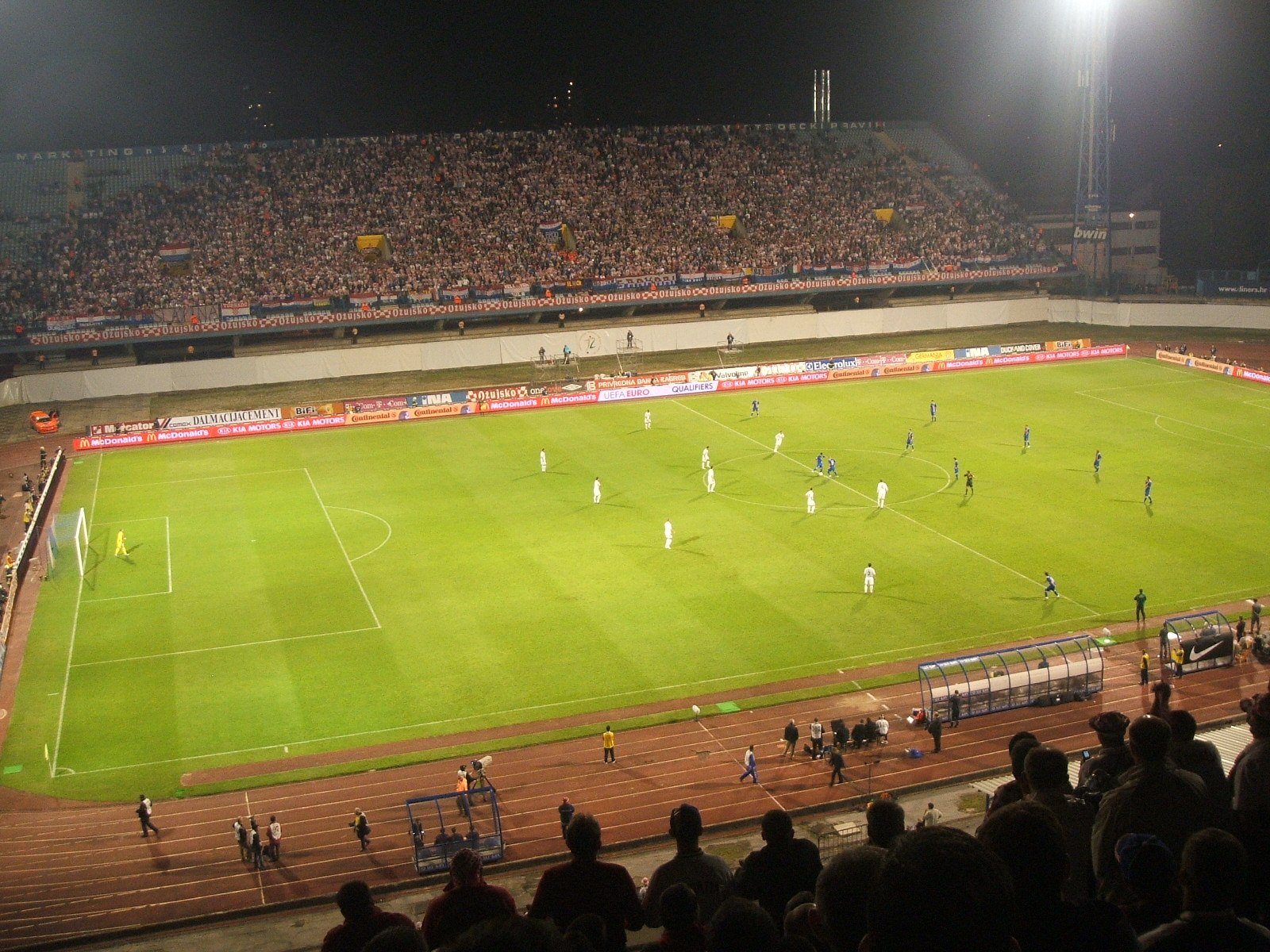
نمای درونی ورزشگاه در سال ۲۰۰۶
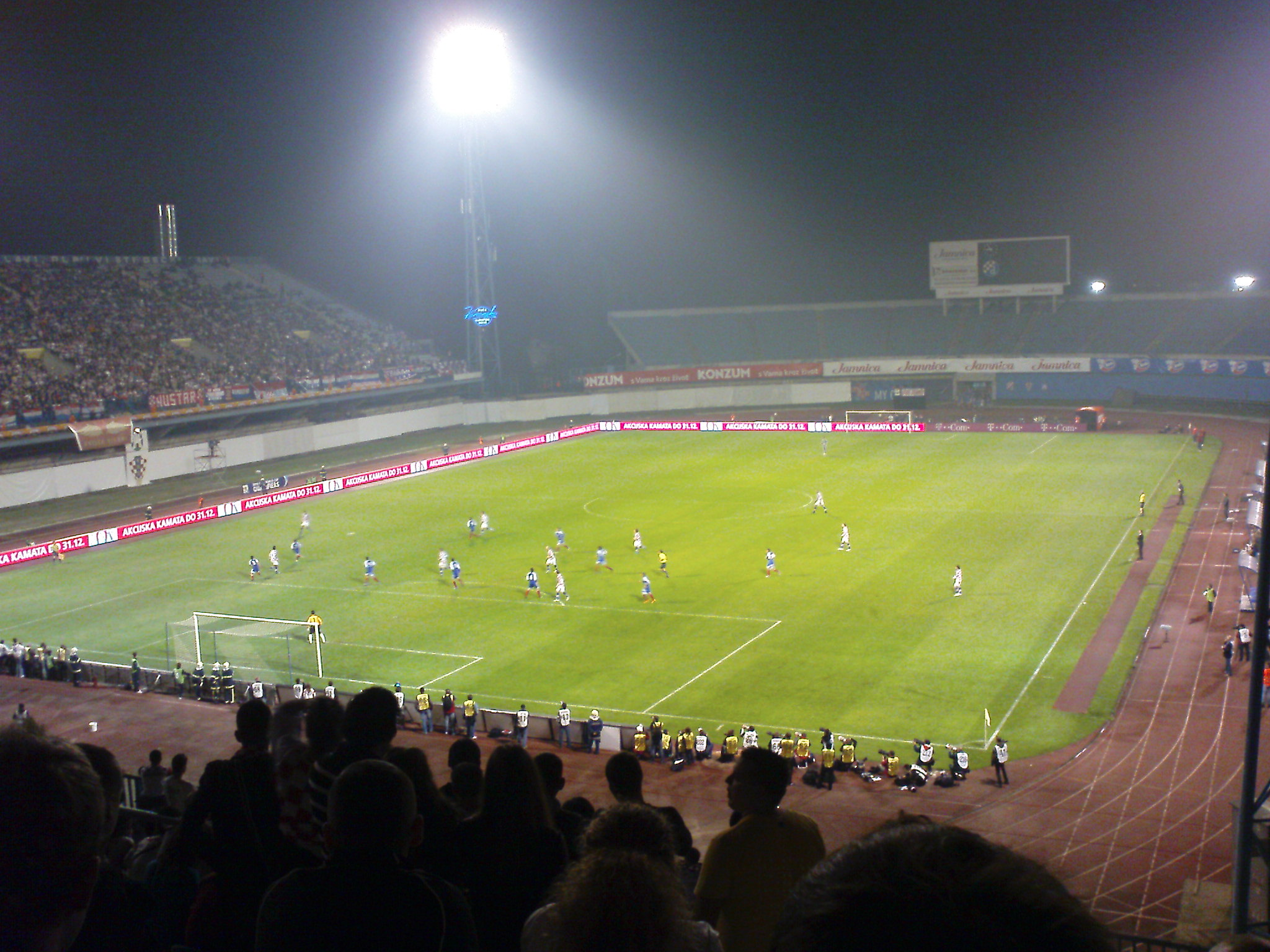
نمای درونی ورزشگاه در سال ۲۰۰۸
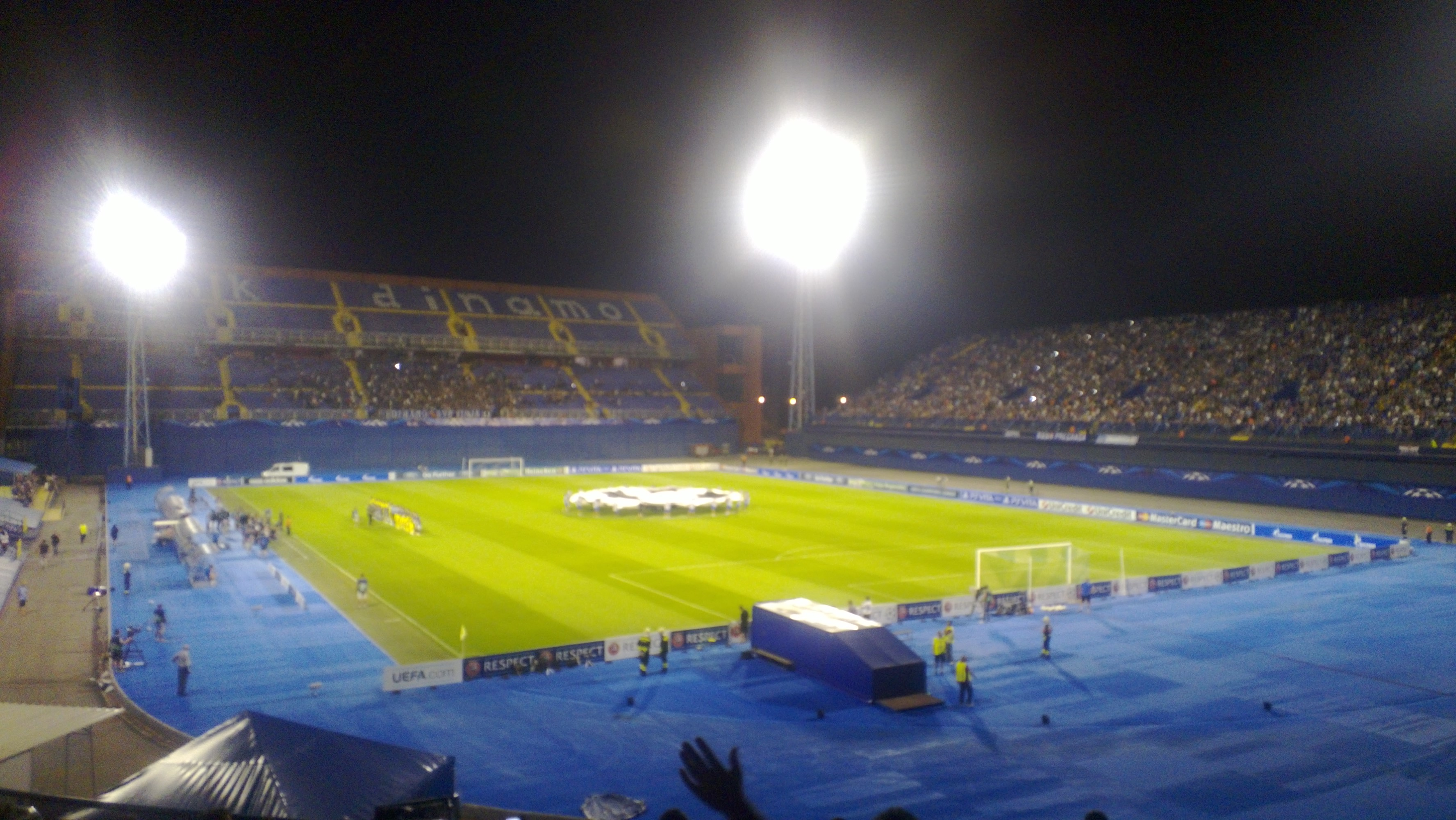
نمای درونی ورزشگاه در سال ۲۰۱۲